# Джон Керр (фізик)
Джон Керр (англ. John Kerr; 17 грудня 1824, Ардроссан, Шотландія, Сполучене Королівство Великої Британії та Ірландії — 15 серпня 1907 Глазго, там же) — британський шотландський фізик, один з піонерів електрооптики. Найбільше відомий як першовідкривач ефекту, названого його іменем.

## Біографія
Джон Керр народився 17 грудня 1824 року у шотландському місті Ардроссані. Керр був сином продавця риби і отримав початкову освіту в селі на острові Скай, де на той час рибальство було основним промислом.
З 1841 до 1846 року навчався в Університеті Глазго. Будучи студентом університету Д.Керр розпочав свої наукові дослідження під керівництвом його однолітка Вільяма Томсона, відомого у подальшому як Лорд Кельвін. Вони тісно співпрацювали і залишались друзями до смерті обох у 1907 році. На додаток до науки, Керр цікавився релігією, і він опанував релігійні науки у Богословському коледжі Вільної Церкви Шотландії, в Единбурзі до 1849 року. З 1857 і до 1901 року викладав математику у званні професора у Навчальному коледжі Вільної церкви (англ. Free Church Training College) у Глазго. У 1864 році став почесним доктором права Університету Глазго. З 1890 року був членом Лондонського королівського товариства.

## Наукова діяльність
Наукова діяльність Керра була присвячена майже виключно оптиці. У 1875 році він спостерігав в ізотропній речовині, поміщеній в електричне поле, явище подвійного променезаломлення, та описав його у науковій статті, а згодом експериментально довів існування такого ж явища стосовно до магнітного поля. Відкритий ним ефект, названий на честь науковця, у подальшому, уже після його смерті науковця, почав активно застосовуватись в оптичних затворах, що отримали назву «комірка Керра». У 1876 році він відкрив також магнітооптичний ефект.
Працював з рідинними діелектриками, вивчаючи вплив на них електричного поля, в ході чого описав явище оптичної анізотропії, що, як вважається, стало науково обґрунтованим підтвердженням зв'язку між оптичними та електричними явищами.
Окрім роботи в галузі оптики займався також запровадженням метричної системи у Великій Британії.
Джон Керр помер 15 серпня 1907 року у місті Глазго.